# アキレス・ヤルビネン
アキレス・ヤルビネン (Akilles ("Aki") Eero Johannes Järvinen、1905年9月19日-1943年3月7日)は、フィンランドの陸上競技選手。十種競技の選手として1928年アムステルダムオリンピックと、1932年ロサンゼルスオリンピックに出場し、2大会連続で銀メダルを獲得。また、1934年の第1回ヨーロッパ選手権では400mハードルで銀メダルを獲得している。
なお、アキレスは、1928年アムステルダムオリンピックから、1936年ベルリンオリンピックまで3大会連続でフィンランド選手団の旗手を務めている。
アキレスの父親であるヴェルネル・ヤルビネン(Verner Järvinen)は1906年アテネオリンピックのギリシャ式円盤投の金メダリストであり、1908年ロンドンオリンピックの円盤投でも銅メダルを獲得した選手である。また、弟のマッティ・ヤルビネン(Matti Jarvinen)もやり投の選手として1930年代には10回にわたり世界記録を更新。1932年ロサンゼルスオリンピックにおいて金メダルを獲得している選手である。